# Pampa (geslacht)
Pampa  (sabelvleugels) is een geslacht van vogels uit de familie van de kolibries (Trochilidae) en de geslachtengroep Trochilini (briljantkolibries). De wetenschappelijke naam van het geslacht is voor het eerst geldig gepubliceerd in 1854 door Heinrich Gottlieb Ludwig Reichenbach. Er zijn drie soorten:
- Pampa curvipennis – Wigstaartsabelvleugel
- Pampa pampa – Yucatánsabelvleugel
- Pampa rufa – Rode sabelvleugel